# پرویسلیتس
پرویسلیتس (به آلمانی: Preußlitz) یک منطقهٔ مسکونی در آلمان است که در برنبورگ واقع شده‌است. پرویسلیتس ۷۵۶ نفر جمعیت دارد.